# Абдыкеримов, Шаршенбек Шайлообекович
Шаршенбек Шайлообекович Абдыкеримов (род. 19 мая 1970, Кара-Суу, Ат-Башинский район) — президент Национального Олимпийского комитета Кыргызской Республики.

## Биография
Родился 19 мая 1970 года в с. Кара-Суу Ат-Башинского района Нарынской области в семье служащих.
В 1993 году окончил факультет экономики Киргизского государственного университета.
Семейное положение: женат, отец 5 детей.
Трудовая деятельность
• 1993 год — работа на совместном казахско-немецком предприятие «АусБлат»
• 1994 году руководил строительством водочного завода
• 1995 год — руководитель отдела маркетинга и сбыта товарищества с ограниченной ответственностью (ТОО) «Геом» на территории Казахстана
• 2001—2002 годы — возглавлял отдел маркетинга и сбыта компании «А-вест» (официальный дистрибьютор компании Philip Morris)
• 2003—2005 годы — руководитель предприятия по сбыту продукции ОсОО «Арвин»
• 2005—2008 годы — председатель правления ОАО «ОККО».
• 2008—2010 годы — генеральный директор Кыргызской агропродовольственной корпорации
• В июне 2011 года по списку политической партии «Республика» избран депутатом Жогорку Кенеша V созыва
• В ноябре 2011 года избран Президентом Федерации борьбы КР
• В мае 2015 года избран президентом Национального Олимпийского Комитета Кыргызской Республики
• Является основателем крупной многопрофильной компании «АЮ Холдинг».
Государственный советник государственной службы 3 класса
Общественная деятельность
• С 2013 года является членом попечительского совета школы «Билимкана»
• В 2013 году основал политическую Кыргызстан (партия)

## Награды
- Орден «Содружество» (16 апреля 2015 года, Межпарламентская ассамблея СНГ) — за активное участие в деятельности Межпарламентской Ассамблеи и её органов, вклад в укрепление дружбы между народами государств — участников Содружества Независимых Государств[2].
- Юбилейная медаль 20-летия образования СНГ КР (2015).